# 泰云寺
泰云寺，位于山西省临汾市洪洞县广胜寺镇石桥村北，1996年1月12日，授予山西省文物保护单位。
泰云寺创建于唐天宝十年（751年），宋元清均曾重修，仅存大雄宝殿，面阔三间，进深六椽，宋代风格。山墙壁画保留至今。